# Gordonstoun

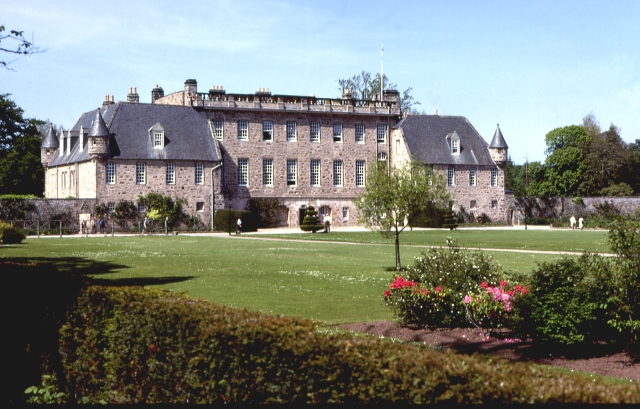
Gordonstoun House.

Gordonstoun é uma escola independente co-educacional escocesa, localizada em Elgin, Moray.

## História
Localizada numa casa do século XVII, perto da estação Lossiemouth da Royal Air Force, Gordonstoun foi fundada como uma escola internacional pelo educador alemão Dr. Kurt Hahn, em 1934.
Recebeu o nome de British Salem School, em referência a uma escola estabelecida por Hahn no sul da Alemanha, Schule Schloss Salem (Escola do Castelo de Salem). Apesar de ser fiel à pátria, Hahn teve que deixar seu país depois que os nazistas ganharam o poder, porque ele tinha origem judaica e criticava o NSDAP. O próprio Kurt Hahn tinha sido educado na Universidade de Oxford.
Kurt deu grande ênfase à educação física e à disciplina militarista, proporcionando atividades como vela e montanhismo. Em sua administração, a escola tinha a reputação de ser bastante dura, com banhos frios e caminhadas pela manhã, bem como punições físicas, lá conhecidas como "penalty drill".
Durante a Segunda Guerra Mundial, a escola temporariamente funcionou no vilarejo de Llandinam, em Gales.
Na década de 1960, o então Príncipe Carlos foi matriculado na escola, sob a recomendação de seu pai, o Duque de Edimburgo, que tinha sido um dos primeiros estudantes da Gordonstoun, sendo educado anteriormente em Salem, na Alemanha. Os seus irmãos, príncipes André e Eduardo, seguiram mais tarde os passos do pai e do irmão mais velho. Dos quatro príncipes, três (Filipe, Carlos e Eduardo) foram nomeados Guardians, representando a escola em eventos e tomando responsabilidade de uma série de deveres. A Princesa Anne, a filha da Rainha Elizabeth II, foi a única que não estudou em Gordonstoun, porque até então meninas não eram aceitas, mas ela matriculou seus filhos, Peter e Zara Phillips, e serviu por algum tempo no conselho da escola.
A escola mudou dos tempos em que Charles estudou em Gordonstoun para cá; tanto meninos e meninas de famílias ricas ou pobres estudam na escola.

## Alunos famosos
Todos os alunos da Gordonstoun são chamados de "Old Gordonstounians" ou de "OGs".
- Membros da Família Real Britânica:
  - Filipe, Duque de Edimburgo
  - Carlos, Príncipe de Gales
  - André, Duque de Iorque
  - Eduardo, Duque de Edimburgo
  - Peter Phillips
  - Zara Phillips
- Alexandre, Príncipe Herdeiro da Iugoslávia
- Luca Prodan

Presume-se que a personagem Lara Croft foi educada em Gordonstoun.